# Alfa Romeo 33 Bertone Navajo
L'Alfa Romeo 33 Bertone Navajo, anche conosciuta come Alfa Romeo 33 Navajo o Bertone Navajo, è una dream car  realizzata dalla carrozzeria Bertone nel 1976.

## Il contesto
La Navajo, presentata al Salone dell'automobile di Ginevra nel marzo 1976, fu l'ultima dream car realizzata sulla base dell'Alfa Romeo 33 Stradale e deve il proprio nome alla tribù Navajo dei nativi americani.

## La vettura
Il telaio dell'Alfa Romeo 33 Stradale venne allungato al centro fino a 2430 mm per poter montare una leggera carrozzeria in fibra di vetro (l'auto pesa solo 870 kg) dal profilo fortemente "a cuneo" tipico degli anni '70. Il frontale molto rastremato è bilanciato dalla coda massiccia sormontata da un enorme alettone posteriore trapezoidale che poteva variare la propria incidenza in funzione della velocità.

L'aerodinamica è molto curata anche nel resto della vettura dato che anche lo spoiler anteriore, come quello posteriore, avrebbe potuto modificare l'incidenza in funzione della velocità, caratteristica ripresa quasi dieci anni dopo dalla stessa Bertone sull'Alfa 90. I fanali anteriori a scomparsa avevano una configurazione pressoché unica: infatti non si alzavano dal cofano ma comparivano lateralmente dai parafanghi. Sul cofano anteriore sono presenti delle branchie per lo sfogo dell'aria calda dal radiatore e un adesivo con il logo Alfa Romeo stilizzato.

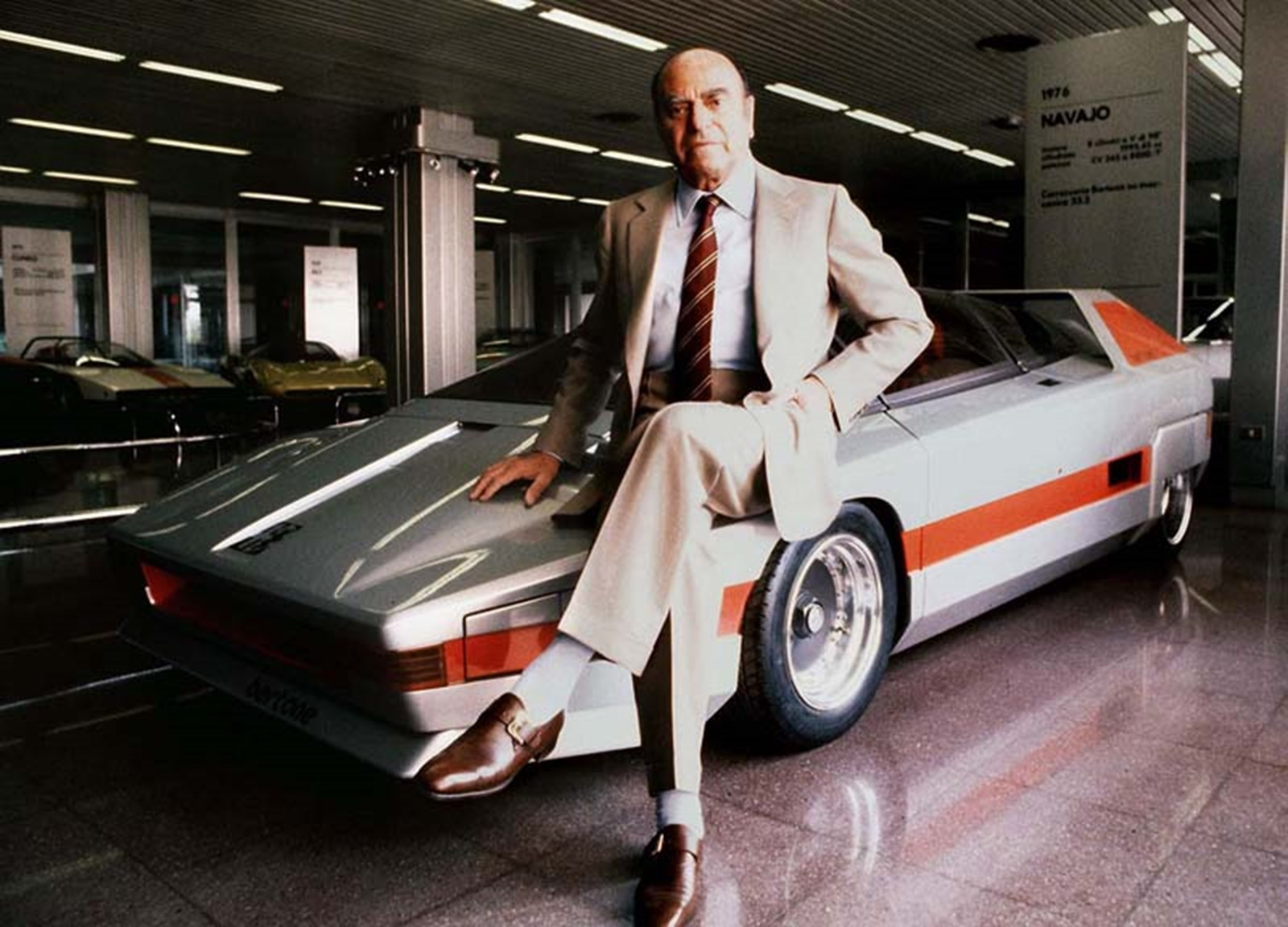
Nuccio Bertone seduto sulla Navajo all'interno del Museo Alfa Romeo

La fiancata è attraversata da una nervatura longitudinale arancione a contrasto con la verniciatura argentata del resto della carrozzeria che termina con la presa d'aria per raffreddare i freni.
All'interno oltre ai due sedili realizzati in vetroresina era presente un'insolita plancia tubolare dotata di un quadro strumenti digitale e di leve al posto dei classici bottoni per azionare i comandi di bordo.
L'auto è mossa dalla meccanica della 33 Stradale, quindi da un motore V8 con due alberi a camme in testa per bancata da 1995 cm³ di cilindrata con iniezione meccanica SPICA capace di 233 CV di potenza a 8800 giri/min accoppiato a un cambio manuale a 6 marce sistemato in posizione centrale longitudinale.
Dopo aver partecipato ai diversi saloni la vettura entrò a far parte della collezione del Museo Storico Alfa Romeo dove si trova tuttora insieme agli altri prototipi basati sulla 33 Stradale.